# Protéine G inhibitrice
 (mars 2023).
Si vous disposez d'ouvrages ou d'articles de référence ou si vous connaissez des sites web de qualité traitant du thème abordé ici, merci de compléter l'article en donnant les références utiles à sa vérifiabilité et en les liant à la section « Notes et références ».
Les protéines G inhibitrice (ou Gi) sont une des familles principales des protéines G associées à un récepteur. Il s'agit entre autres du récepteur muscarinique à l'acétylcholine, situé au niveau des muscles cardiaques.
Ces récepteurs sont constitués de 3 sous-unités respectivement appelées α, β, γ. Mais seule la première est capable de fixer une molécule de GDP (guanosine diphosphate) ou GTP (guanosine triphosphate).

## Fonctionnement du récepteur à l'acétylcholine
La fixation du neurotransmetteur entraîne une modification de la structure D du récepteur qui stimule la séparation du GDP de Gα, qui à son tour se détache des deux autres sous-unités.

Étant donné la prédominance du GTP sur le GDP dans le cytosol, Gα se lie à celui-ci, entraînant l'inactivation d'une adénylate cyclase.
Cette dernière catalysant la réaction ATP → AMPc, la concentration en AMPC chute dans la cellule et par là aussi l'activité de la PKA (Protéine kinase AMPC dépendante). Comme PKA ne phosphoryle plus le canal ionique à calcium afférent, ce qui empêche la rentrée de Ca++ et diminue la contraction musculaire.
De plus, les sous-unités β et γ stimulent le canal à potassium efférent, ce qui crée un effet cumulatif sur la diminution de la contraction musculaire.